# Correia Pinto
Correia Pinto é um município brasileiro do estado de Santa Catarina. Localiza-se na região do Planalto Serrano, na microrregião de Campos de Lages, a 225 km de Florianópolis. Está situado a uma latitude 27º 35' 05" sul e a uma longitude 50º 21' 40" oeste, estando a uma altitude de 847 metros. Sua população estimada em 2008 era de 14 992 habitantes. Possui uma área de 623,77 km².
A autora da Bandeira do município é Isis Alexandra Leczmann, filha de José Wilson Leczmann e de Nenilda Netto Leczmann, que em 10 de maio de 1983 venceu um concurso de desenho para a escolha da Bandeira (Lei 0005/1983). Os símbolos representam a saúde (cruz vermelha), educação (coruja), indústria (engrenagem) e agricultura (trator). As cores fazem parte também da bandeira do Brasil e do Estado de SC e a data 10 de maio de 1982 é a de emancipação de Correia Pinto.
Suas datas festivas principais ocorrem em maio (Festa do Peão Laçador) e em setembro (Semana Farroupilha).

## Clima
Correia Pinto apresenta um clima temperado oceânico (Cfb), com temperaturas amenas no verão e baixas no inverno e chuvas bem distribuídas durante o ano.

## História
A história do município começou através do desbravador e colonizador Antônio Correia Pinto de Macedo. Chegou à região em 1766 e fundou nas proximidades do Rio Canoas, um pequeno arraial. A região era caminho das tropas de gado entre São Paulo e Rio Grande do Sul. 
Em Julho de 1920, a vila passou a condição de Distrito de Paz, com a denominação de Correia Pinto, tendo como sede o povoamento de Bom Jesus do Canoas, conhecido hoje como Correia Pinto Velho. 
Em 14 de novembro de 1949, Vidal Ramos Júnior, prefeito do município de Lages, transfere a sede distrital para o local denominado 'Fazenda dos Fundos', situada às margens da estrada federal de Lages a Curitiba, hoje, BR-116. 
O povoamento aclamou sua emancipação e no plebiscito realizado em 21 de março de 1982, foi homologada a criação definitiva do município, através da Lei Estadual n. 6.058, de 10 de maio de 1982. É classificada como Comarca de entrância inicial. Em dezembro de 2005 registrava aproximadamente 4.000 processos em trâmite. Não é sede de Zona Eleitoral, tendo permanecido ligada à Lages neste aspecto.

## Economia
O município destaca-se na área da fabricação de papel, tendo três fábricas do ramo instaladas na cidade, sendo elas, a Klabin SA (papel e celulose), a Kimberly-Clark (papel higiênico) e a DMC papéis. Também se destaca outros segmentos, como a produção florestal e comercialização de madeira, possuindo em seu território uma grande área de reflorestamento (pinus e eucalipto). Além destes segmentos a economia da cidade apresenta um bom desempenho no ramo de transporte rodoviário de carga e na agropecuária. Na pecuária destacando a produção de bovinos e na agricultura destaca-se as lavouras de milho, feijão, alho e soja.
O município possui fonte de águas termais de grande vazão.

### Empresas exportadoras
- Klabin SA
- Kimberly-Clark Brasil
- Nereu Rodrigues & Cia Ltda.
- Laminadora São Caetano Ltda.

## Política
Após a emancipação do município no ano de 1982, foi nomeado José Renato Olivo pelo então governador do Estado, Jorge Konder Bornhausen em ato presidido pelo vice-governador, Antônio Carlos Konder Reis, para gerenciar os bens públicos repassados pela cidade-mãe (Lages) e coordenar a transição. Também ele, como mediador, daria início à instalação da nova prefeitura.

## Infraestrutura
O Aeroporto Regional do Planalto Serrano, em fase final de construção, fica nos limites do município e servirá a região metropolitana de Lages e o Alto Vale do Itajaí.

## Sociedade civil
Uma das principais entidades comunitárias de Correia Pinto, fundada em 21 de setembro de 1984, chama-se Associação Comunitária Dona Ema Sevei. O Ema, como é comumente conhecida, tem por meta a assistência social, a educação de base, a saúde preventiva, a educação ambiental e proteção ao meio ambiente, a rádio difusão comunitária e a promoção das pessoas, especialmente crianças, adolescentes, mulheres e idosos em situação de carência econômica e social, prestando serviços gratuitos sem distinção de qualquer natureza. É certificado como Entidade Beneficente de Assistência Social em âmbito municipal, estadual e federal. Sua diretoria atual (01/2007-12/2010) é composta por: Lenita D. Beppler (presidente), Terezinha R. Silva (vice-presidente), Arlete D. Damolin (secretária), Zeni M. M. Chaves (vice-secretária), Zélia T. Alves (tesoureira), Sebilia G. Silva (vice-tesoureira).
Em abril de 2004 passou a contar com abrigo para acolher crianças e adolescentes em situação de risco (Casa de Passagem Anjo da Guarda).

## Turismo
As principais atrações turísticas de Correia Pinto são:
- Águas termais
- Barragem do Rio Tributo
- Cascata do Cerro Pelado
- Morro da Cruz
- Quedas do Rio Ribeirão.

## Indicadores
- IDH-M: 0,772 (PNUD – 2000)
- PIB: R$ mil 344.448,986 (IBGE – 2008)
- PIB per capita: R$ 22.874,82 (IBGE – 2008)
- Exportações: US$ FOB 26.603,172 (MDIC – 2008)
- Importações: US$ FOB 1.037.799 (MDIC – 2008)
- Arrecadação de ICMS: R$ 6.816.505,51 (Tribunal Contas do Estado de SC – 2007)